# Byssopeltis
Byssopeltis — рід грибів родини Microthyriaceae. Назва вперше опублікована 1970 року.

## Класифікація
До роду Byssopeltis відносять 1 вид:
- Byssopeltis maranhensis